# Polyrhachis ralumensis
Polyrhachis ralumensis é uma espécie de formiga do gênero Polyrhachis, pertencente à subfamília Formicinae.